# Türksat 1C
O Türksat 1C foi um satélite de comunicação geoestacionário turco construído pela Aérospatiale, na maior parte de sua vida útil, ele esteve localizado na posição orbital de 42 graus de longitude leste e era operado pela Türksat. O satélite foi baseado na plataforma Spacebus-2000 e sua expectativa de vida útil era de 10 anos. O mesmo saiu de serviço em setembro de 2010 após ficar fora de controle ou ficou sem combustível.

## História
A Turquia esperava lançar dois satélites de comunicação geoestacionários para formar uma rede. Mas o Türksat 1A foi perdido em 24 de janeiro de 1994, em um foguete Ariane-44LP H10+ após sofrer uma falha no lançamento. O Türksat 1B foi bem sucedido em seu lançamento em 10 de agosto do mesmo ano e foi posicionado com sucesso a 42 graus de longitude leste.
O contrato para a construção do satélite Türksat 1C para substituir o Türksat 1A foi assinado com a Aérospatiale em 1994 para um lançamento em 1996.
O satélite foi baseado na série Spacebus-2000 da Aérospatiale com uma massa em órbita de pouco mais de uma tonelada métrica. A carga útil de comunicação consistia de 16 transponders em banda Ku com uma vida útil prevista de 10 anos ou mais.
O satélite Türksat 1C era bastante instável. Em 28 de abril de 2000 o satélite teve uma queda de energia a partir das 19:35 UTC. Foi colocado em modo de segurança depois de uma descarga eletrostática. O serviço foi restaurado em torno das 20:30 UTC. O Türksat 1C saiu de serviço em setembro de 2010 após ficar fora de controle ou ficou sem combustível.

## Lançamento
O satélite foi lançado com sucesso ao espaço no dia 09 de julho de 1996, por meio de um veículo Ariane-44L H10-3, lançado a partir do Centro Espacial de Kourou, na Guiana Francesa, juntamente com o satélite Arabsat 2A. Ele tinha uma massa de lançamento de 1.743 kg.

## Capacidade e cobertura
O Türksat 1C era equipado com 16 transponders em banda Ku para prestar serviços telecomunicação à Turquia.